# Бібельрід
Бібельрід (нім. Biebelried) — громада в Німеччині, розташована в землі Баварія. Підпорядковується адміністративному округу Нижня Франконія. Входить до складу району Кітцинген. Складова частина об'єднання громад Кітцинген.
Площа — 22,70 км2. Населення становить 1188 ос. (станом на 31 грудня 2020).